# Anna David
Anna David (Aarhus, 2 dicembre 1984) è una cantante danese.

## Biografia
Nata in Danimarca da madre tedesca e padre statunitense, Anna ha due sorelle, le attrici Marika Elena David e Inez Bjørg David.
Anna David ha iniziato la sua carriera nel 2000 con la pubblicazione di vari singoli per il mercato tedesco, senza però trovare particolare successo. La svolta è avvenuta nella primavera del 2005, quando ha pubblicato il Fuck dig, il suo primo singolo in lingua danese, che ha passato undici settimane non consecutive alla vetta delle classifiche in Danimarca, diventando un vero e proprio tormentone estivo. Il brano è stato anche tradotto in inglese (Fuck You), norvegese (Fuck deg) e tedesco (Fick dich). Quest'ultima versione ha ottenuto un discreto successo, arrivando ventitreesima in classifica in Austria e quarantesima in Germania. Il singolo ha anticipato l'album di debutto eponimo di Anna uscito a settembre 2005, che ha raggiunto la dodicesima posizione nella classifica danese.
Nel 2007 è uscito il secondo album, 2, contenente i singoli Nr. 1, Chill e Den lille pige. Quest'ultimo parla di un episodio di violenza sessuale subito dalla stessa cantante da parte di un conoscente all'età di 17 anni. L'album ha ottenuto un successo discreto, arrivando trentacinquesimo in Danimarca e rimanendo nella top 40 per quattro settimane. Il terzo album, Tættere på, è stato pubblicato nel 2009 e ha raggiunto il ventesimo posto in classifica. L'anno successivo ha pubblicato Music Is Taking Over, il suo quarto album e primo ad essere interamente in lingua inglese, raggiungendo la trentaseiesima posizione in Danimarca.
Il 13 giugno 2011 Anna ha dato alla luce una bambina di nome Alba, figlia del suo fidanzato Christian Sørensen. Nello stesso anno è stata ambasciatrice della campagna contro la violenza sui bambini Vores ansvar – NEJ til vold mod børn, per la quale ha inciso la canzone Kun hjertet slår.

## Discografia

### Album in studio
- 2005 – Anna David
- 2007 – 2
- 2009 – Tættere på
- 2010 – Music Is Taking Over

### EP
- 2016 – Af lys og mørke

### Singoli
- 2000 – P.Y.B. (Pretty Young Boy)
- 2001 – U and Me and the Sunshine
- 2002 – Terminal Love
- 2002 – Impossible
- 2005 – Fuck dig
- 2005 – Hvad nu hvis?
- 2006 – Når musikken spiller
- 2006 – Kys mig
- 2007 – Nr. 1
- 2007 – Chill
- 2007 – Den lille pige
- 2009 – Når en engel sir' farvel
- 2009 – Tæt på
- 2009 – Den sommer
- 2009 – La' det være mig
- 2010 – Bow (For the Bad Girls)
- 2010 – Something to Nothing
- 2010 – Into the Light
- 2011 – If You Wanna Cry
- 2011 – Natsværmer
- 2011 – Kun hjertet slår
- 2012 – Brænder mig
- 2013 – Fucking Perfect
- 2014 – It Hurts
- 2014 – Shade of Grey
- 2017 – Døde sammen
- 2017 – Forsvinder jeg nu